# Ange-Louis Janet
Ange-Louis Janet (Paris, 26 de novembro de 1815 - 22 de novembro de 1872), também conhecidao sob o pseudônimo de Janet-Lange, foi um pintor francês, ilustrador, litógrafo e gravador. 

## Biografia
Nascido em Paris, Janet foi admitido em 1833 na École des beaux-arts de Paris nas oficinas de Ingres, Horace Vernet e Alexandre-Marie Colin. Ele fez sua estreia no Salon em 1836 e continuou a participar até 1870. Ele pintou cenas de caça, figurinos e retratos militares e compôs pinturas retratando episódios da história francesa, como a Guerra da Crimeia de 1853 a 1856, a Segunda Guerra de Independência Italiana (1859) e a Segunda intervenção francesa no México. de 1861 a 1867.[carece de fontes?]
Ele forneceu ilustrações para jornais como L'Illustration, Le Tour du monde, o Journal amusant e o Le Journal pour rire.[carece de fontes?]
Janet morreu em Paris em 25 de novembro de 1872.[carece de fontes?]